# NGC 6123
NGC 6123 је лентикуларна галаксија у сазвежђу Змај која се налази на NGC листи објеката дубоког неба.
Деклинација објекта је + 61° 56' 21" а ректасцензија 16h 17m 19,6s. Привидна величина (магнитуда) објекта NGC 6123 износи 13,7 а фотографска магнитуда 14,6. NGC 6123 је још познат и под ознакама UGC 10333, MCG 10-23-60, CGCG 298-28, KARA 734, KAZ 67, PGC 57729.